# Бонифратры
Бонифра́тры (лат. boni fratres — «добрые братья»), также Орден госпиталитов святого Иоанна Божьего (Ordo Hospitalarius Sancti Joannis de Deo, OH), Милосердные братья — монашеский орден Католической церкви, основанный в 1537 году в Гранаде (Испания).

## Деятельность
Главная задача Ордена — попечение о больных. Практически все братья Ордена работают в больницах, либо принадлежащих Ордену, либо в светских. Многие из братьев Ордена имеют высшее медицинское образование. Больницы бонифратров были особенно известны уникальными методами траволечения, а также эффективной помощью людям с нервными срывами и психическими расстройствами. Во время военных действий многие братья Ордена работали в военных госпиталях.

## История
Орден был основан в Гранаде в 1537 году святым Иоанном Божьим.
В 1571 папа Пий V утвердил устав бонифратров, в 1586 году папа Сикст V придал им статус ордена.
В XVII веке Орден интенсивно развивался в Испании и Италии. В конце XVII века в Испании Ордену принадлежало 138 больниц, в Италии — 155. Также больницы Ордена были основаны во Франции, Германии и Речи Посполитой.
В 1759 году для упокоения мощей святого Иоанна Божьего в Гранаде был выстроен храм в его честь, ставший духовным центром Ордена.
В 1785 году в городе Высокое (ныне — Белоруссия) по указу канцлера Александра Сапеги был основан монастырь (при нём госпиталь) католического ордена бонифратров. Автором проекта монастыря стал Ю. С. Беккер.
Склонность братьев Ордена развивать самые современные методы лечения способствовала общему развитию медицины, в том числе и светской. В XIX и XX веках братьями были основаны монастыри за пределами Европы — в Африке, Южной Америке и Австралии.
В 2014 году в Ордене состояли 1144 монахов, из них 127 священников. Ордену принадлежат 243 больницы и дома излечения.
На территории Беларуси монастыри бонифратров были в Минске, Новогрудке, Ракове, Гродно, Высоко-Литовске.

## Святые Ордена
- св. Иоанн Божий (1495—1550)
- св. Иоанн Гранде Роман (1546—1600)
- св. Риккардо Пампури (1897—1930)